# Statutární město
Statutární město je město, jehož správa je organizována (nebo může být organizována) podle základní městské vyhlášky, anebo jde o takové město, jež je plně řízeno dle zemského zákona, přičemž se oba typy těchto právních norem označují jako statut města.
V některých státech mají svůj statut nebo právo vyhlásit statut všechna města, popřípadě dokonce všechny obce, například na Slovensku, ve Slovinsku a v Itálii.
V Česku je podle zákona o obcích statutárním městem takové město, které má právo si svoji správu organizovat podle základní městské vyhlášky, která se označuje jako statut města. Status statutárního města v České republice také znamená, že na rozdíl od ostatních měst, městysů a obcí se mohou členit na dílčí samosprávné části (městské části nebo městské obvody), jež jsou vymezeny právě ve statutu města. V Česku je podle zákona o obcích 26 statutárních měst, navíc Praha má podle zákona o hlavním městě Praze zvláštní status hlavního města, který však zahrnuje i znaky statutárního města.
V Rakousku je statutárním městem takové město, jehož správa je organizována podle zemského zákona, který se rovněž označuje jako statut města. Je zde 15 statutárních měst. Statut rakouských statutárních měst plně nahrazuje zákon o obcích, čímž se liší např. od úpravy v České republice, kde lze částečnou obdobu rakouských statutů měst spatřovat v zákoně o hl. m. Praze.

## Historie statutárních měst na území Rakousko-Uherska
Statutární města existovala v českých zemích již v letech 1850–1948. V té době také měla jejich území postavení odpovídající samostatnému politickému okresu. Před zánikem Rakouska-Uherska náleželo postavení statutárního města také městu Gorici a (dnes slovinským) městům Lublani, Mariboru, Celje a Ptuji. I tato města zároveň tvořila samostatný politický okres. Podobný koncept existoval i v Uhersku.
Podle prozatímního (tzv. Stadionova) obecního zřízení z roku 1850 byly statutárními městy Praha, Liberec, Brno, Olomouc a Opava. Podle nového obecního zřízení z roku 1859 se na Moravě staly novými statutárními městy Jihlava, Znojmo, Uherské Hradiště a Kroměříž, ve Slezsku Frýdek a Bílsko. Statut přiděloval městům zemský sněm na základě zemského zákona. Pozice statutárního města dávala přednost ustanovením statutu města před obecnými ustanoveními obecního zřízení (například přímo stanovila počet členů obecního výboru, který se v ostatních obcích určoval podle počtu obyvatel), statutární města také kromě územní samosprávy vykonávala i (přenesenou) politickou správu, kterou vykonávaly magistráty. Volba starosty ve statutárních městech podléhala souhlasu panovníka, za první republiky souhlasu vlády.
Československý zákon o organizaci politické správy z roku 1928 odebral titul statutárního města městům Jihlava, Znojmo, Kroměříž, Uherské Hradiště a Frýdek (Bílsko se mezitím stalo součástí Polska). Po roce 1928 tak statutárními městy v českých zemích zůstaly opět jen Liberec, Praha, Brno, Olomouc a Opava, jako tomu bylo od roku 1850. Za druhé světové války Liberec a Opava přišly o samosprávu, v roce 1941 se statutárními městy nově staly Ostrava a Plzeň. V roce 1945 byly statutárními městy v České zemi Praha, Plzeň a Liberec, v Moravskoslezské zemi Brno, Olomouc, Ostrava a Opava. S reformou veřejné správy v letech 1948–1949 byl titul statutárních měst zrušen, fakticky zůstala statutárním městem pouze Praha.

### Československo 1968–1990
V letech 1949–1967 statutární města v českých zemích ani na Slovensku neexistovala. Od 1. ledna 1968 bylo toto postavení Brnu, Košicím, Ostravě a Plzni zákonem č. 69/1967 Sb., o národních výborech, zase navráceno, nicméně se jako „statutární města“ oficiálně neoznačovala. Později byly vydány zákony č. 175/1968 Sb., o městě Brně, č. 40/1969 Sb., o městě Ostravě, a č. 41/1969 Sb., o městě Plzni. V roce 1986 k nim přibylo ještě Ústí nad Labem. Praha a Bratislava měly status hlavního města. Od 24. listopadu 1990 se na základě nového zákona o obcích počet statutárních měst výrazně zvýšil, přičemž vlastní statut získala podle nového zákona č. 418/1990 Sb., o hlavním městě Praze, i Praha. Situace na území Slovenska od roku 1990 je popsána v odstavci Slovensko.

## Statutární města v Česku
V České republice je celkem 26 statutárních měst, zákon o obcích (č. 128/2000) uvádí jejich taxativní výčet. Jejich statut vydává zastupitelstvo příslušného statutárního města ve formě obecně závazné vyhlášky. Kromě toho Praha má podle vlastního zákona o hlavním městě Praze (č. 131/2000 Sb.) postavení hlavního města. Není tak statutárním městem, přesto se však svou vnitřní strukturou a organizací statutárnímu městu silně podobá.
Od 24. listopadu 1990 existovalo v České republice 13 statutárních měst (de facto se jím však stala i Praha, třebaže se tak oficiálně neoznačuje). Od 12. listopadu 2000 se jejich počet zvýšil o další 3 města na 16 (+ Praha). Od 1. ledna 2003 do 30. června 2006 existovalo v České republice 19 statutárních měst (+ Praha). Od 1. července 2006 se počet statutárních měst zvýšil o další 4 města, od 12. března 2012 pak o další dvě města (viz Seznam statutárních měst). K 31. srpnu 2018 se jím stal Třinec. V současné době tedy v České republice existuje 27 statutárních měst. Seznam statutárních měst téměř přesně odpovídá pořadí nejlidnatějších měst v České republice a obsahuje všechna města v Česku, která mají nad 40 000 obyvatel. Z tohoto vymezení vybočuje pouze Třinec (s cca 35 000 obyvatel je 29. nejlidnatějším městem), který jako statutární město předběhl města Česká Lípa a Třebíč, která statutární nejsou. Za Třincem pak podle počtu obyvatel následují města Tábor, Znojmo, Kolín, Příbram, Cheb a Písek, která tento status nemají. Tři města byla do roku 1928 statutárními a titul se jim už nevrátil – Znojmo (dnes kolem 33 tis. obyv.), Kroměříž (28 tis. obyv.) a Uherské Hradiště (24 tis.). Mezi statutárními městy jsou všechna krajská města.
Od 1. ledna 2007 pouze Brno tvoří samostatný okres. Do 31. prosince 2006 tvořila samostatné okresy také města Ostrava a Plzeň, poté došlo od 1. ledna 2007 k rozšíření jejich okresů o ty okolní obce, pro které tato města vykonávají státní správu jako obec s rozšířenou působností. Zvláštním případem je Praha, která tvoří samostatný kraj.
Statutární město je samostatně spravováno zastupitelstvem města; dalšími orgány statutárního města jsou rada města, primátor, magistrát a zvláštní orgány města.

### Členění statutárního města
Na rozdíl od ostatních měst, obcí a městysů se území statutárního města nebo jeho část může členit na samosprávné části, označované jako městské obvody nebo městské části, s vlastními orgány samosprávy. Tuto skutečnost určuje statut města a město v něm může na tyto územně samosprávné celky přenést některé své působnosti přenesené státní správy i samostatné působnosti. Statut hlavního města Prahy může vymezit jen městské části, protože jeho městské obvody stanoví zákon.
- Městský obvod územně členěného statutárního města je spravován zastupitelstvem městského obvodu; dalšími orgány městského obvodu jsou rada městského obvodu, starosta, úřad městského obvodu a zvláštní orgány městského obvodu. V současné době se na městské obvody člení Ostrava, Plzeň, Ústí nad Labem a Pardubice. Zvláštním případem je Liberec, který má jen jeden městský obvod, Vratislavice nad Nisou, zbytek města je spravován přímo orgány města.

- Městská část územně členěného statutárního města je spravována zastupitelstvem městské části; dalšími orgány městské části jsou rada městské části, starosta, úřad městské části a zvláštní orgány městské části. V současnosti se na městské části člení Praha a Brno. Zvláštním případem je Opava, která má osm okrajových městských částí, centrum města je spravováno přímo orgány města.

### Seznam statutárních měst
| Město              | Kraj                 | Krajské město | Statutárním městem od |
| ------------------ | -------------------- | ------------- | --------------------- |
| Brno               | Jihomoravský kraj    | ano           | 24. listopadu 1990    |
| České Budějovice   | Jihočeský kraj       | ano           | 24. listopadu 1990    |
| Děčín              | Ústecký kraj         | ne            | 1. července 2006      |
| Frýdek-Místek      | Moravskoslezský kraj | ne            | 1. července 2006      |
| Havířov            | Moravskoslezský kraj | ne            | 24. listopadu 1990    |
| Hradec Králové     | Královéhradecký kraj | ano           | 24. listopadu 1990    |
| Chomutov           | Ústecký kraj         | ne            | 1. července 2006      |
| Jablonec nad Nisou | Liberecký kraj       | ne            | 12. března 2012       |
| Jihlava            | Kraj Vysočina        | ano           | 12. listopadu 2000    |
| Karlovy Vary       | Karlovarský kraj     | ano           | 24. listopadu 1990    |
| Karviná            | Moravskoslezský kraj | ne            | 12. července 2002     |
| Kladno             | Středočeský kraj     | ne            | 12. listopadu 2000    |
| Liberec            | Liberecký kraj       | ano           | 24. listopadu 1990    |
| Mladá Boleslav     | Středočeský kraj     | ne            | 12. července 2002     |
| Most               | Ústecký kraj         | ne            | 12. listopadu 2000    |
| Olomouc            | Olomoucký kraj       | ano           | 24. listopadu 1990    |
| Opava              | Moravskoslezský kraj | ne            | 24. listopadu 1990    |
| Ostrava            | Moravskoslezský kraj | ano           | 24. listopadu 1990    |
| Pardubice          | Pardubický kraj      | ano           | 24. listopadu 1990    |
| Plzeň              | Plzeňský kraj        | ano           | 24. listopadu 1990    |
| Praha*             | Hlavní město Praha   | ano**         | 24. listopadu 1990    |
| Prostějov          | Olomoucký kraj       | ne            | 12. března 2012       |
| Přerov             | Olomoucký kraj       | ne            | 1. července 2006      |
| Teplice            | Ústecký kraj         | ne            | 12. července 2002     |
| Třinec             | Moravskoslezský kraj | ne            | 31. srpna 2018        |
| Ústí nad Labem     | Ústecký kraj         | ano           | 24. listopadu 1990    |
| Zlín               | Zlínský kraj         | ano           | 24. listopadu 1990    |

* Praha není dle zákona č. 128/2000 Sb. (Zákon o obcích) statutárním městem, má však dle zákona č. 131/2000 Sb. (Zákon o hlavním městě Praze) postavení hlavního města, které je obdobné statutárním městům
** Praha, samostatný samosprávný kraj, zároveň i sídlo samosprávného Středočeského kraje

### Statutární města do 30. listopadu 1928
V českých zemích existovalo celkem 11 statutárních měst.
| Jméno            | Země                                                                                 |
| ---------------- | ------------------------------------------------------------------------------------ |
| Praha            | Království české (od 1. května 1850)                                                 |
| Liberec          | Království české (od 21. prosince 1850, 15. dubna 1923 přichází o politickou agendu) |
| Brno             | Markrabství moravské (od roku 1850)                                                  |
| Jihlava          | Markrabství moravské (v letech 1864–1928)                                            |
| Kroměříž         | Markrabství moravské (v letech 1870–1928)                                            |
| Olomouc          | Markrabství moravské (od roku 1850)                                                  |
| Uherské Hradiště | Markrabství moravské (v letech 1867–1928)                                            |
| Znojmo           | Markrabství moravské (v letech 1867–1928)                                            |
| Opava            | Vévodství slezské (od roku 1850, 18. srpna 1924 přichází o politickou agendu)        |
| Frýdek           | Vévodství slezské (v letech 1869–1928)                                               |
| Bílsko           | Vévodství slezské (od roku 1869, po roce 1920 součást Polska)                        |

### Statutární města od 1. prosince 1928
| Jméno   | Země            |
| ------- | --------------- |
| Praha   | Česká           |
| Liberec | Česká           |
| Brno    | Moravskoslezská |
| Olomouc | Moravskoslezská |
| Opava   | Moravskoslezská |

### Statutární města v letech 1945–1948
| Jméno              | Země                                                                         |
| ------------------ | ---------------------------------------------------------------------------- |
| Praha              | Česká                                                                        |
| Liberec            | Česká                                                                        |
| Plzeň              | Česká (postavení statutárního města získala už k 1. květnu 1942)             |
| Brno               | Moravskoslezská                                                              |
| Olomouc            | Moravskoslezská                                                              |
| Opava              | Moravskoslezská                                                              |
| (Moravská) Ostrava | Moravskoslezská (postavení statutárního města získala už k 1. červenci 1941) |

## Statutární města v Rakousku
V Rakousku existuje poněkud odlišná koncepce statutárních měst, kdy tato města mají na rozdíl od českých automaticky postavení obdobné politickému okresu a jejich statut není pouze jakýmsi doplňkem k zákonu o obcích, nýbrž ho v nich plně nahrazuje (stejně tomu bylo i v Habsburské monarchii). V České republice se tak původní koncepci statutárních měst blíží jen Praha, jejíž fungování podléhá zákonu určenému výhradně pro Prahu. Statut příslušného statutárního města vydává a schvaluje zemský sněm územně příslušné spolkové země. Zdejší města si mohou zažádat o postavení statutárního města v případě, že mají více než 20 000 obyvatel. Existuje zde celkem 15 statutárních měst.
Poté, co udělení postavení statutárního města schválí příslušná zemská vláda a následně spolková vláda, je jim toto postavení uděleno na tak dlouho, dokud neohrožuje některý z národních zájmů. V Rakousku však existují i mnohem menší statutární města, která mají toto postavení z historických důvodů. Jedná se především o města Eisenstadt a Rust, která si roku 1921 uhájila svůj statut, pocházející z předchozích dob, kdy v rámci Uherského království měla postavení svobodných měst. Během německé okupace v letech 1938–1945 se statutární města označovala jako městské okresy (Stadtkreise), byla spravována na základě německého obecního zřízení (Deutsche Gemeindeordnung) a neměla žádný vlastní statut.
Vedle obecní správy má statutární město na starosti také správu politického okresu, který jeho území automaticky tvoří. Stejně jako v Česku mají i rakouská statutární města místo městského úřadu magistrát, který automaticky plní i funkce okresního úřadu (v Rakousku nazývaného okresní hejtmanství – Bezirkshauptmannschaft). V jeho čele stojí starosta (Bürgermeister), který je hlavou města a současně i hlavou okresní správy. Vídeň tvoří samostatnou spolkovou zemi a tak jeho magistrát plní také úkoly, jež mají na starosti orgány spolkových zemí. Vídeňský starosta je tedy z titulu svojí funkce předsedou zemské vlády Vídně.
Obdobná úprava platila už v Habsburské monarchii. Hlavním rozdílem je, že v České republice podléhá fungování statutárních měst (s výjimkou Prahy) zákonu o obcích, zatímco statut rakouských statutárních měst zákon o obcích plně nahrazuje.

### Členění rakouských statutárních měst
Pouze Vídeň a Štýrský Hradec se podobně jako některá statutární města v Česku člení na samosprávné městské části, které se ve Vídni označují jako městské okresy (německy Gemeindebezirke), zatímco ve Štýrském Hradci jako městské obvody (německy Stadtbezirke).

### Seznam rakouských statutárních měst
V Rakousku existuje celkem 15 statutárních měst:
| Město                                 | Spolková země | Statutárním městem od | Poznámka                                               |
| ------------------------------------- | ------------- | --------------------- | ------------------------------------------------------ |
| Eisenstadt                            | Burgenland    | 1921                  | předtím od roku 1648 obdobné postavení v rámci Uherska |
| Štýrský Hradec (Graz)                 | Štýrsko       | 1850                  |                                                        |
| Innsbruck                             | Tyrolsko      | 1850                  |                                                        |
| Klagenfurt                            | Korutany      | 1850                  |                                                        |
| Kremže (Krems an der Donau)           | Dolní Rakousy | 1938                  |                                                        |
| Linec (Linz)                          | Horní Rakousy | 1866                  |                                                        |
| Rust                                  | Burgenland    | 1921                  | předtím od roku 1681 obdobné postavení v rámci Uherska |
| Salcburk                              | Salcbursko    | 1869                  |                                                        |
| St. Pölten                            | Dolní Rakousy | 1922                  |                                                        |
| Steyr                                 | Horní Rakousy | 1867                  |                                                        |
| Villach                               | Korutany      | 1932                  |                                                        |
| Waidhofen an der Ybbs                 | Dolní Rakousy | 1868                  |                                                        |
| Wels                                  | Horní Rakousy | 1964                  |                                                        |
| Vídeň (Wien)                          | Vídeň         | 1850                  | do roku 1921 v rámci Dolních Rakous                    |
| Vídeňské Nové Město (Wiener Neustadt) | Dolní Rakousy | 1866                  |                                                        |

## Slovensko
Ve srovnání s Českou republikou či Rakouskem se situace na Slovensku od roku 1990 liší tím, že zde mají vlastní statut automaticky všechna města i obce. V čele měst zde stojí automaticky primátor, čímž se liší od obyčejných obcí, v jejichž čele stojí starosta. Přesto však pouze košický a bratislavský městský úřad nesou označení magistrát, zatímco městské úřady ostatních slovenských měst nesou označení městský úřad (slovensky mestský úrad), obecní úřady pak označení obecní úřad (slovensky obecný úrad).

## Slovinsko a Itálie
Ve Slovinsku a Itálii je situace obdobná jako na Slovensku. Také zde mají vlastní statut všechna města i obce. Starostové slovinských měst a obcí se však označují termínem župan, starostové italských měst a obcí italským termínem sindaco.